# Ekskomisarų biuras
Uždaroji akcinė bendrovė Ekskomisarų biuras (dt. 'Exkommissaren-Büro') ist das zweitgrößte (nach Mitarbeiterzahl) Sicherheitsunternehmen in Litauen. Es beschäftigt 1.591 Mitarbeiter (November 2013). 2008 erzielte es den Umsatz von ca. 55 Mio. Litas.
Es gibt Abteilungen in Vilnius (Unterabteilungen in Ukmergė, Trakai), Kaunas, Klaipėda, (Unterabteilungen in Palanga, Šilalė), Šiauliai (Unterabteilungen in Mažeikiai, Pakruojis, Radviliškis), Panevėžys (Rokiškis), Alytus (Unterabteilungen in Druskininkai, Varėna, Lazdijai), Utena (Unterabteilungen in Visaginas, Molėtai, Anykščiai).

## Geschichte
1994 wurde das Unternehmen registriert. Die Gründer waren Petras Liubertas, ehemaliger Polizeigeneralkommissar Litauens, und  Alvydas Sadeckas, Kommissar der Kriminalpolizei.